# Калиновский, Константин Семёнович
Вике́нтий Константи́н Семёнович Калино́вский (пол. Wincenty Konstanty Kalinowski, бел. Вінцэнт-Канстанцін Сямёнавіч Каліноўскі), также известный как Касту́сь Калино́вский (21 января [2 февраля] 1838, Мостовляны, Гродненская губерния — 10 [22] марта 1864, Вильна) — белорусский и польский революционер, публицист, поэт, один из руководителей польского восстания 1863 года на территории современных Беларуси и Литвы. Считается национальным героем в современной Беларуси, Польше, Литве.

## Происхождение и семья
Род Калиновских происходит из Мазовии (Польша), где упоминается начиная с конца XV века. Впоследствии он разделился на 13 ветвей, внесённых в I и IV части родословной книги Виленской, Гродненской, Витебской, Волынской, Ковенской, Минской, Могилёвской и Подольской губерний и в списки дворян Царства Польского. Предки Калиновского в течение почти ста лет владели поместьем Калиново на Браньской земле в приграничьи Беларуси и Польши, но в второй половине XVIII века поместье было продано.
Отец — безземельный шляхтич из Гродно, владелец небольшой ткацкой мануфактуры Семён Калиновский (бел. Сымо́н (Сямён) Каліно́ўскі, пол. Szymon Kalinowski); мать, Вероника Рыбинская, умерла, когда Константину было 5 лет. Константин Семёнович Калиновский родился в имении Мостовляны (ныне деревня в Подляском воеводстве Польши).
Среди современных историков нет единого мнения о национальной принадлежности Калиновского. Одни считают его белорусом, другие — поляком. Современник Калиновского генерал-майор В. Ф. Ратч в своём донесении виленскому генерал-губернатору М. Н. Муравьёву утверждал следующее: «Константин Калиновский с настроением герценовской школы во главе честолюбивейших личностей из красных литвинов настойчиво проводил идею о самостоятельности Литвы» («Литва» и «литвин» в данном случае подразумевается в историческом смысле, то есть Великое княжество Литовское, включавшее в себя территории нынешней Литвы и Беларуси).
Нет единого мнения и по поводу распространённой в Беларуси формы имени Калиновского — Кастусь. Доктор исторических наук Александр Кравцевич утверждает как доказанный факт, что, согласно документам, данная форма имени употреблялась в семье Калиновского, но не уточняет, согласно каким именно. Возможно, первым источником, в котором Калиновский рассматривается в контексте белорусского движения, была статья «Памяти Справедливого» Вацлава Ластовского в газете «Гоман» № 1 от 15 февраля 1916 года. Тот же Ластовский впервые назвал его Касцюком, от которого затем образовалось Кастусь.

## Биография
Окончил Свислочскую прогимназию в 1856 году. В 1856—1860 годах учился на юридическом факультете Петербургского университета. В студенческие годы вместе со старшим братом Виктором Калиновским активно участвовал в деятельности студенческих землячеств и в революционных кружках, сблизился с Зыгмунтом Сераковским, Ярославом Домбровским, В. Врублевским. Мировоззрение Калиновского складывалось в обстановке нарастания крестьянского движения, под влиянием идей русских радикально настроенных публицистов Н. Г. Чернышевского, А. И. Герцена и под воздействием традиций польского национально-освободительного движения.
Возвратившись на родину, Калиновский вместе с Врублевским и другими в 1861 году создал революционные кружки в Гродненской и Виленской губерниях, вошедшие в единую конспиративную организацию. В 1862 году Калиновский встал во главе руководившего этой организацией Комитета движения (позже назывался Литовским провинциальным комитетом). В 1862—1863 годах руководил изданием и распространением «Мужицкой правды» (Mużyckaja prauda) — первой нелегальной революционной газеты на белорусском языке (с использованием алфавита белорусской латинки).
Калиновский активно поддерживал национально-освободительную борьбу польского народа. Он участвовал в издании польскоязычной газеты «Знамя свободы», предназначавшейся для польского населения. К. Калиновский считал, что передовые революционные силы в Беларуси должны ориентироваться на Польшу и польское революционное движение, которое может гарантировать самоуправление жителям белорусско-литовских земель. Девизом Калиновского были слова: «Польское дело — это наше дело, это дело свободы».
Возглавив в 1863 году восстание на землях бывшего Великого княжества Литовского (территории современных Беларуси и Литвы), Калиновский выступил за широкое вовлечение в борьбу крестьян, за распространение восстания на восток и на север от границ Северо-Западного края. Крестьяне, однако, в большинстве своём не приняли восстание, а иногда даже боролись вместе с войсками Русской императорской армии против отрядов Калиновского.
20 января (1 февраля) 1863 года возглавил созданное вместо Литовского провинциального комитета Временное провинциальное правительство Литвы и Беларуси, которое было распущено 27 февраля (11 марта), после чего Калиновский был отстранён от руководства восстанием и отправлен на должность революционного комиссара Гродненского воеводства. В июне 1863 года вновь принимает на себя руководство восстанием в Беларуси и Литве. В условиях жёстких действий правительственных сил, находясь в глубоком подполье, Калиновский руководил повстанцами вплоть до своего ареста, случившегося в ночь с 16 на 17 (28 на 29) января 1864 года.
На следствии он держался твёрдо и уверенно. Отказался в обмен на смягчение приговора назвать явочные квартиры и пароли, а также имена других руководителей восстания. Через 42 дня после ареста — 12 марта 1864 года он был приговорён к смертной казни через расстрел. Однако на следующий день по личному ходатайству М. Н. Муравьёва расстрел был заменён публичным повешением.
Считается, что будучи приговорённым к смерти, Константин Калиновский продолжал борьбу, обращаясь к народу с «Письмами из-под виселицы». Из писем следовало, что Калиновский не признавал российскую власть своей для белорусов и призывал их воевать «за своего Бога, за своё право, … за свою Родину».
10 (22) марта 1864 года казнён через повешение в Вильне на Лукишской площади. Во время последнего оглашения приговора после слов «дворянина Калиновского приговорить…» выкрикнул свою знаменитую фразу «У нас нет дворян, у нас все равны!» (бел. У нас няма дваран, у нас усе роўныя!).

## Публицистическая и издательская деятельность Калиновского
В число печатного наследия Калиновского входят семь выпусков белорусскоязычной газеты-листовки «Мужицкая правда» (бел. «Mużyckaja prauda»), «Письма из-под виселицы» (бел. «Listy s pad szubienicy», общее название, которое было дано одним из руководителей восстания Агатоном Гиллером, который в 1869 году опубликовал письма, которые К. Калиновский выслал в период нахождения под следствием до повешения 10 (22) марта 1864 года), а также польскоязычная газета «Знамя свободы» (пол. «Chorągiew swobody»), в издании которой принимал участие К. Калиновский. Кроме того, известны революционные инструкции и призывы, подготовленные под его руководством. В польской историографии широко распространено мнение, что «Письмо Яськи-хозяина из-под Вильни к мужикам земли польской» (бел. «Pismo ad Jaska haspadara s pad Wilni da mużykow ziemli polskoj») также относится к публицистике Калиновского, в то же время большинство белорусских исследователей придерживается мнения, что авторство данного письма не принадлежит Калиновскому. Этот вывод они основывают на том, что на письме стоит штамп варшавского издательства повстанческого Национального правительства, таким образом, зная про популярность подписи «Яськи-хозяина из-под Вильни», «белые» могли использовать её в собственных целях.
Широко распространено мнение, что актуальные для крестьян вопросы освещались в «Мужицкой правде» предельно кратко, логично, последовательно, иногда умышленно по-крестьянски грубовато. Для газеты характерен агитационный стиль, рассчитанный на среду малограмотных и неграмотных крестьян. В то же время, историк Гронский сделал вывод, что издание «Мужицкой правды» было чисто пропагандистской акцией, что подтверждается существованием «Знамени свободы», которое было рассчитано на польскоязычных дворян и горожан и несло в себе совершенно другое наполнение. Принцип равноправия сословий в газете упоминался, но «без ущерба для чьей-либо собственности».

## Историография о К. Калиновском
В историографии восстанию 1863—1864 годов посвящена многочисленная и в то же время довольно противоречивая литература, представленная преимущественно польскими и российскими авторами.
В российской историографии информация о Калиновском появилась благодаря работам членов следственной комиссии, допрашивавшей повстанцев. Созданный в результате её деятельности образ в полном объёме отразился в работе В. Ратча, откуда перешёл на страницы художественной литературы. Как нигилист и фанатик революционной идеи (по В. Крестовскому) законченное оформление в дореволюционной российской историографии Калиновский получил в работе П. Брянцева.
Польские современники изображали Калиновского личностью одарённой, до конца преданной делу восстания. Бывший в 1863—1864 гг. секретарём Национального правительства Юзеф Яновский (1832—1914) назвал повстанца «человеком, преданным душой и телом идее освобождения народа, истинным апостолом белорусского народа, настоящим героем восстания 1863 года».
Становление белорусской историографии о восстании произошло в 1920-е годы. В популярной литературе того времени (в частности, у В. Ластовского) Калиновский характеризуется как национальный герой, первый белорусский революционер и руководитель крестьянского антипомещичьего восстания.
Первый серьёзный научный анализ событий восстания и взглядов К. Калиновского был предпринят в статьях и монографии Всеволода Игнатовского. Он охарактеризовал восстание как буржуазно-демократическое, а Калиновского — как белорусского революционера-демократа, идеолога левых («красных»), который по определённым вопросам был вынужденный идти на компромисс с правым крылом («белыми»).
В то же время существовали и другие оценки восстания: так, белорусский советский историк Самуил Огурский в своей книге «Нарысы па гісторыі рэвалюцыйнага руху на Беларусі (1863—1917)» заявлял, что восстание 1863 г. было организовано польскими помещиками и католическим духовенствам и проходило под польскими шовинистическими лозунгами, автор назвал Калиновского «мифическим героем» и «польским шовинистом», похожего мнения придерживались российские монархические авторы. В 1930-е годы в БССР К. Калиновский оценивался как реакционный деятель. Его возвращение в ряды положительных персонажей истории Беларуси связано с работой русского учёного С. Н. Драницына, в которой Калиновский был назван «известным якобинцем» и «революционным демократом», что нашло отражение и в первом издании Большой Советской Энциклопедии. Этим был официально снят запрет на исследования личности повстанца в БССР, чем и воспользовался сотрудник Института истории АН БССР И. Ф. Лочмель. В его работах конца 1930-х годов К. Калиновский представал как наиболее радикальный руководитель восстания, выразитель и защитник интересов белорусского крестьянства.
В послевоенный период значительный вклад в разработку истории восстания и научной биографии К. Калиновского внесли белорусские историки Владимир Перцев, Анатолий Смирнов, Иван Лущицкий, Геннадий Киселёв, Сусанна Самбук. Были сделаны выводы о враждебности К. Калиновского шляхетскому национально-освободительному движению и непризнании революционером руководящей роли Варшавского комитета и его программы. Калиновский был охарактеризован, как создатель свободной белорусской печати и крупнейший представитель передового общественного мнения Беларуси XIX века. Вместе с тем отвергалось признанное в первые послевоенные годы наличие в программе К. Калиновского лозунгов в пользу государственной самостоятельности Литвы и Беларуси, утверждалось, что Калиновскому его приписали «идеологи самодержавия и польские националисты».
С введением в научное употребление многотомного корпуса документов и материалов, посвящённых восстанию, произошло существенное уточнение сделанных ранее выводов. Так, историк А. Смирнов признал и положительно оценил постановку К. Калиновским вопроса об образовании самостоятельной Литовско-Белорусской республики. Однако во 2-м томе «Истории Белорусской ССР» (Минск, 1972) позиции белорусских революционных демократов по национальному вопросу накануне и во время восстания не упомянуты. Параллельно с этими процессами, в публикациях 1960-х годов сформировалось и иное мнение. Так, М. Миско заявил, что К. Калиновский рассматривал Литву и Беларусь как часть Польши и полностью разделял программу польского повстанческого правительства, которая предусматривала включение белорусско-литовских земель в состав Польского государства и сохранение помещичьего землевладения. При этом М. Миско полностью проигнорировал известные факты, которые свидетельствуют про острый конфликт Калиновского и Виленского повстанческого центра в целом с варшавским Центральным национальным комитетом.

Широко распространено мнение, что данный конфликт явился следствием несоответствия взглядов К. Калиновского с программой Варшавского центрального комитета. В частности, Калиновский выступал за самостоятельность белорусско-литовских земель и революционно-демократические пути решения аграрного вопроса. Основанное на исторических источниках доказательство данной трактовки конфликта привёл М. Бич. Историк указывал, что в книге российского генерал-майора В. Ратча, который мог пользоваться всеми документами следствия, отмечено следующее: 
Калиновский «настойчиво проводил идею самостоятельности Литвы», его партия «решила окончательно избавиться от варшавской опеки». «Калиновский, — писал Ратч, — принимал на себя диктатуру. Варшавское правительство должно было <…> получить сообщение, что Литва и Беларусь — самостоятельное государство». По сведениям Ратча, успех восстания Калиновский в решающей степени связывал с активным участием в нём крестьянских масс, с созданием крестьянской организации и в связи с этим выступал за передачу всей земли крестьянству. На знать он не надеялся и высказывался за ликвидацию «этой гнилой и развращённой касты»
Далее М. Бич последовательно приводит аналогичные мнения о К. Калиновском секретаря Варшавского правительства Юзефа Яновского и лидера литовско-белорусских «белых» Якуба Гейштара:
Калиновский «не хотел иметь никакого отношения к знати, а опирался только на народ. Связь Литвы с Польшей понимал только как федеративную — с полной независимостью Литвы. Не признавал сполна власть Центрального комитета, не желал принимать оттуда никаких приказов или поручений. Эта позиция Калиновского, которую не все в Комитете (ЛПК — М. Б.) полностью разделяли, была поводом для недоразумений»
«Это была натура вспыльчивая, но справедливая, без какой-либо тени лицемерия. Предан душой и сердцем народу, однако сторонник крайних революционных теорий, который не останавливался даже перед развязыванием гражданской войны и думал к тому же о самостоятельности Литвы. Был несравненным, образцовым конспиратором, душой Комитета… При первом знакомстве доказывал мне, что участие знати и помещиков в восстания не только не нужно, но и вредно. Народ сам завоюет себе свободу и потребует собственность у помещиков»
М. Бич указывал на то, что крайнее обострение взаимоотношений между ЛПК и ЦНК в конце 1862 г. засвидетельствовал член ЦНК Оскар Авейде в своих показаниях следственной комиссии в январе 1865 г. В частности, он сослался на факты удаления из состава ЛПК варшавского комиссара Нестора Дзюлерана, а затем и его преемника, отметил твёрдость и решительность, с которой ЛПК требовал равноправия во взаимоотношениях с Варшавой и передачи в подчинение Вильны Белостокского воеводства. Именно Авейде по поручению ЦНК вёл переговоры о статусе с уполномоченными ЛПК Эдмундом Веригой, а затем — с Болеславом Длуским. Первый из них пошёл на принципиальные уступки и согласился со статусом, согласно которому Вильна попадала в полное подчинение Варшаве. Только по вопросу о сроке восстания согласие литовского представителя в ЦНК было обязательным. В другом случае Литва не была обязана принять назначаемый в Варшаве срок. ЛПК отклонил это соглашение и послал для переговоров в Варшаву Б. Длуского. «По какой-то слепой твёрдости и его и комитета виленского в этих необоснованных, на наш взгляд, требованиях, — отмечал Авейде, — я, несмотря на все мои усилия, на все возможные уступки со стороны Центрального комитета, не успел прийти к соглашению с Длуским в течение целых двух или трёх недель. Это обстоятельство было настоящим и большим вредом для революции, потому что до самого момента восстания [соглашения] между Вильной и Варшавой ни произошло».
Схожие мнения о причинах конфликта широко распространены в польской и литовской историографии. В частности, их указывали В. Пшиборовский, А. Янулайтис, В. Кардович, К. Канкалевский, С. Кеневич, редакция Польского биографического словаря и др. историки.
Однако некоторые историки предлагает другие объяснения этому конфликту. Так, А. Гронский пишет, что «Варшава подчинила себе часть территории, ранее контролируемой из Вильны, и стала собирать там деньги. Естественно, полный амбиций и юношеского максимализма, В.-К. Калиновский не мог стерпеть то, что из-под его контроля ушёл регион, который мог давать финансовую поддержку. Этот факт белорусские историки почему-то воспринимают как доказательство проповедования К. Калиновским белорусских идей. На самом же деле речь шла лишь о неприятии Варшавы как явления, мешающего молодому и амбициозному человеку вершить „правильный“ ход истории». Иное мнение в 1923 г. высказывал и профессор Виленского университета С. Костелковский. От утверждал, что не может быть и речи о стремлении Вильны обособиться от Варшавы. «Считаю, — писал Костелковский, — что в 1863 году можно противопоставить повстанческое правительство в Варшаве такому же самому правительству в Вильны не как польское национальное правительство литовскому национальному правительству, а только как правительство центральное правительству провинциальному… Не было даже разговора про образование самостоятельного, а тем более враждебного к Польше, литовского государства… У Калиновского обособленность держалась только на разнице в повстанческой тактике и была связана с определёнными личными амбициями». Этот свой тезис автор основывает на цитатах из «Письма Яськи-хозяина мужикам земли Польской».
В польской, российской (в том числе советской) и некоторой части белорусский историографии восстание 1863—1864 гг. в Польше, Литве и Беларуси традиционно определяется как польское. Тем самым, по словам большинства белорусских авторов, игнорируются существенные его особенности в белорусско-литовском регионе и в первую очередь факт, что, как указывает М. Бич, в преддверии и в процессе восстания впервые достаточно выразительно проявилось течение белорусского национально-освободительного движения во главе с К. Калиновским. Исходя из этого в ряде публикаций белорусских историков оно применительно к территории Литвы-Беларуси не называется польским. Этот постулат, однако, не принимают некоторые публицисты. Например, С. Шиптенко пишет, что «крестьяне уклонялись от участия в восстании, считая его дело польским и панским, массово выступив против мятежников, при организации Виленским генерал-губернатором гр. М. Н. Муравьёвым сельских караулов, то есть на народный элемент в крае смог опереться именно Муравьёв-Виленский, а не Калиновский».
В свою очередь, историк М. Бич указывает на то, что недоверие белорусских крестьян было вызвано фактом поддержки восстания местными польскими помещиками, ограниченностью программы его руководителей и лозунгом восстановления польского государства. Кроме этого, М. Бич делает вывод, что на поддержку восстания среди крестьянства повлияли лживые слухи, которые распространяла царская власть и православная церковь — «будто бы польские помещики восстали против русского царя за то, что он освободил крестьян из крепостничества и стремятся восстановить крепостной строй». Похожего мнения придерживается историк А. Грицкевич: «Православным крестьянам стали внушать, что они „истинно русские и должны помочь разгромить этот польский мятеж“. Раздали ружья — и белорусы принялись стрелять белорусов». Существенно повлияли на крестьян и те изменения в реализации реформы 19 февраля, на которые пошла власть в связи с восстанием.
Белорусский историк А. Гронский высказывает мнение, что фигура и жизнь Калиновского, как и само восстание, в значительной степени мифологизированы для придания им белорусских черт.
В 10-е годы XX века, когда ещё были живы свидетели польского восстания 1863—1864 годов, представители белорусского национального движения не находили в восстании никаких белорусских деятелей, в том числе Викентия Константина Калиновского. В газете «Наша ніва» нет ни одного упоминания о нём. Калиновского попытались сделать белорусским национальным героем лишь в конце Первой мировой войны, то есть через более чем 50 лет после его смерти, когда подавляющее большинство очевидцев восстания уже умерло, и никто не мог опровергнуть утверждения новых белорусских историков. Легенда распространилась после крушения Российской империи в среде белорусских сепаратистов, удачно, хоть и не без трудностей, вписалась в советскую историографию и, наконец, так же удачно перешла в новую националистическую концепцию истории, начавшую формироваться в конце 80-х годов XX века. В Беларуси конца XX столетия легенда о К. Калиновском получила новое развитие.
Гронский А. Д. Кастусь Калиновский: конструирование героя // Беларуская думка. № 2. 2008. С. 82-87.
С этой целью Калиновскому придумали новое имя — Кастусь (белорусское уменьшительное от Константин; по-видимому, «переименовал» Калиновского белорусский публицист Вацлав Ластовский), хотя никогда при жизни его так не называли; в советской исторической литературе стала фигурировать сфальсифицированная подпись Винцента Калиновского: историк Анатолий Смирнов затёр в подписи букву В и надписал букву К.
Первопричину мифологизации Гронский видит в том, что к 1916 году (когда появились первые сообщения о «белорусском» характере восстания) западная часть территории Российской империи находилась под немецкой оккупацией. Поэтому Ластовский, работавший на оккупированной территории, для поддержания имиджа национального героя подчеркнул антирусскую направленность деятельности Калиновского, а для придания этой антирусскости белорусских черт Константин (или Константы) стал у В. Ластовского Касцюком. Позже «Касцюк» трансформируется в «Кастуся», что и закрепилось до наших дней. По словам современного белорусского историка Я. И. Трещенка, «история польского (…) восстания 1863 года на белорусских землях принадлежит к числу наиболее мифологизированных, тенденциозно искажаемых событий белорусского прошлого». Именно в силу создания искусственного мифа польский революционер Винцент Константы Калиновский превратился в «белорусского революционного демократа Кастуся Калиновского».
Кроме того, Ластовский занимался и прямыми фальсификациями текстов В. Калиновского. Например, в оригинальном тексте Калиновского:
Братья мои, мужики родные!

Марыська, черноброва голубка моя
То же стихотворение у Ластовского превращается в:
Белорусы, братья родные!

Белорусская земелька, голубка моя
Автор делает вывод, что вся «белорусскость» Калиновского сводится к выпуску на белорусском языке нескольких газет с целью распространения идей польского восстания среди белорусских крестьян.
По мнению А. Вашкевича, выводы А. Гронского в статье «Кастусь Калиновский: конструирование героя» являются не более чем реанимацией старых теоретических положений советского историка С. Огурского. Вашкевич указывает на то, что в публикации Гронского присутствуют противоречия, свойственные его советским предшественникам, в частности, они проявляются в авторской оценке социальных взглядов Калиновского. Вашкевич высказывает мнение, что утверждения Гронского об этническом польском происхождении и религиозной индифферентности К. Калиновского свидетельствуют о «притягивании» фактов под конкретные выводы.
По мнению доктора исторических наук В. Голубева, в современной Беларуси политика определяет историю. Историк считает, что «Белорусское государство сейчас меньше обращается к историческим фигурам, которые много сделали для национально-освободительного движения. Более того, пересматриваются официальные взгляды на таких людей: выходят новые книги по истории, появляются документы, в которых Кастуся Калиновского называют не белорусским героем, а польским или вообще антироссийским деятелем». Голубев утверждает, что подобные публикации определяет политика отдельных лиц, которые стоят во главе Беларуси.
По мнению кандидата исторических наук Вадима Гигина, в среде белорусских возрожденцев начала XX века Калиновский не был популярной фигурой. Ситуация изменилась после прихода к власти большевиков. Согласно их исторической концепции, Коммунистическая партия должна была иметь в каждом народе своего предтечу. Вот таким «протобольшевиком» и решено было сделать Кастуся Калиновского.
Калиновский послужил прототипом главного злодея исторической романной дилогии В. В. Крестовского «Кровавый пуф» — «Панургово стадо» (1869), «Две силы» (1874). В дилогии описывается подготовка и ход Польского восстания 1863—1864 гг. Калиновский действует под псевдонимом «Василий Свитка». По мнению кандидата филологических наук, историка литературы А. С. Ефимова, «Кровавый пуф» был первым этапом мифологизации Калиновского, личность которого Крестовским и русской патриотической интеллигенцией воспринималась негативно.

## Память
- В 1943 году в честь Кастуся Калиновского была названа советская партизанская бригада, являвшаяся одним из наиболее активных соединений в окрестностях Гродно и Белостока[37].
- Кастусю Калиновскому посвящён художественный фильм, снятый в 1928 году, драма Евстигнея Мировича (1923) и трагедия Владимира Короткевича
- В 1963 году в столице Беларуси городе Минске именем Константина Калиновского названа улица в микрорайонах Восток и Зелёный луг.
- Имя Кастуся Калиновского носит одна из центральных улиц в Гродно, а также улица в Жодино (Минская область) и Свислочи (Гродненская область).
- Имя Кастуся Калиновского было дано Свислочской СШ № 1 (ныне ГУО «Гимназия № 1 имени К. Калиновского г. Свислочь»).
- В 1995 году в систему государственных белорусских наград введён орден Кастуся Калиновского[51], который задумывался как высшая государственная награда страны; его описание было утверждено президентом страны 15 января 1996 года[52]. Однако этот орден так и не был ни разу вручён, а в июне 2004 года его официально упразднили.
- В 1993 году была выпущена почтовая марка Беларуси, посвящённая Калиновскому.
- В феврале 2013 г. была выпущена почтовая карточка, посвящённая 175-летию со дня рождения Калиновского[53].
- В Национальной библиотеке Беларуси 11 марта 2013 года была открыта экспозиция «За достоинство! За Родину!», приуроченная к 150-летию восстания 1863—1864 годов и 175-летию со дня рождения одного из его руководителей — Викентия Калиновского (Кастуся Калиновского).
- В августе 2013 года на одном из зданий по ул. Калиновского в Минске восстановлена памятная доска Калиновскому[54].
- После вторжения России на Украину на Украине был сформирован добровольческий белорусский батальон имени Кастуся Калиновского (с 21 мая 2022 года — полк)[55], который 25 марта принял присягу как подразделение Вооружённых сил Украины[56].
- В июне 2024 года по инициативе благотворительного фонда «Вольная Беларусь» в украинском Чернигове установлена памятная доска в честь Кастуся Калиновского[57].

### Бывшие топонимы
- В июне 2024 года сквер на улице Калиновского назвали Яблоневым[58]. Незадолго до этого Вадим Гигин заявил, что в Беларуси избавляются от топонимов, связанных с именем Кастуся Калиновского[59].
- 26 июня в Кобрине улица Калиновского была переименована в улицу Петра Машерова (улицу Петра Машерова, в свою очередь, переименовали в ул. Еловую)[60].

## Обнаружение останков
Место захоронения Калиновского более полутора веков оставалось неизвестным — опасаясь паломничества, царское правительство захоронило останки казнённых втайне. В январе 2017 года во время раскопок на горе Гедимина в Вильнюсе, где во времена восстания находился русский гарнизон, археологами были обнаружены останки 20 человек в возрасте от 20 до 50 лет. К началу 2019 года исследователи из Вильнюсского университета на основании антропологического исследования и сравнения черепа с прижизненной фотографией пришли к выводу, что останки одного из захороненных с «точностью до 95 %» принадлежат Калиновскому. Однако, свою оценку исследователи назвали грубой, поскольку останки не проходили генетическую экспертизу. Подтвердить выводы помогло бы исследование останков Виктора Калиновского, захороненного в Свислочи.
Правительством Литвы была создана государственная комиссия по перезахоронению, которую возглавил премьер-министр Саулюс Сквернялис. 22 ноября 2019 года в Вильнюсе прошла церемония перезахоронения руководителей и участников восстания 1863—1864 годов на кладбище Росса в Вильнюсе. В шествии памяти по улицам города к месту захоронения участвовали сотни белорусов с национальными флагами.